# Étroit du Siaix
L'Étroit du Siaix ou Pas du Siaix, anciennement du Saix, est une gorge de France située en Savoie, dans la vallée de la Tarentaise, en aval d'Aime-la-Plagne et en amont de Moûtiers . Elle est formée par le passage de l'Isère entre deux parois rocheuses du rocher du Siaix au nord-ouest en rive droite et du Torrond au sud-est en rive gauche. Obstacle important aux déplacements dans cette partie de la vallée, le défilé est franchi par une route taillée dans la falaise rive droite mais qui est fermée à la circulation depuis que la route nationale 90 emprunte un tunnel ; la voie ferrée de la ligne de la Tarentaise passe quant à elle en rive gauche via deux tunnels et un pont.

## Toponymie
Dans les documents médiévaux, le Pas du Siaix est mentionné sous les formes suivantes : Rupes prominentis saxi... (Besson), ... a loco qui dicitur lo says prope castrum Sancti Jacobi superius... (1310). On peut également trouver les formes Sex, Siex, Cex ou encore Ciex.
Le toponyme de Siaix ou Saix, dérive du latin saxum, « le rocher ».

## Description
L’Étroit du Siaix est un verrou glaciaire formé par deux rochers déchirés par le passage des eaux tumultueuses de l'Isère. Adolphe Gros le décrit comme un « passage très étroit, taillé dans le roc, [situé] entre les communes de Saint-Marcel et Montgirod ». Il culmine à 1 100 mètres avec le Dos de l'Aigle rive droite et 1 185 mètres avec Le Torrond rive gauche.

## Histoire

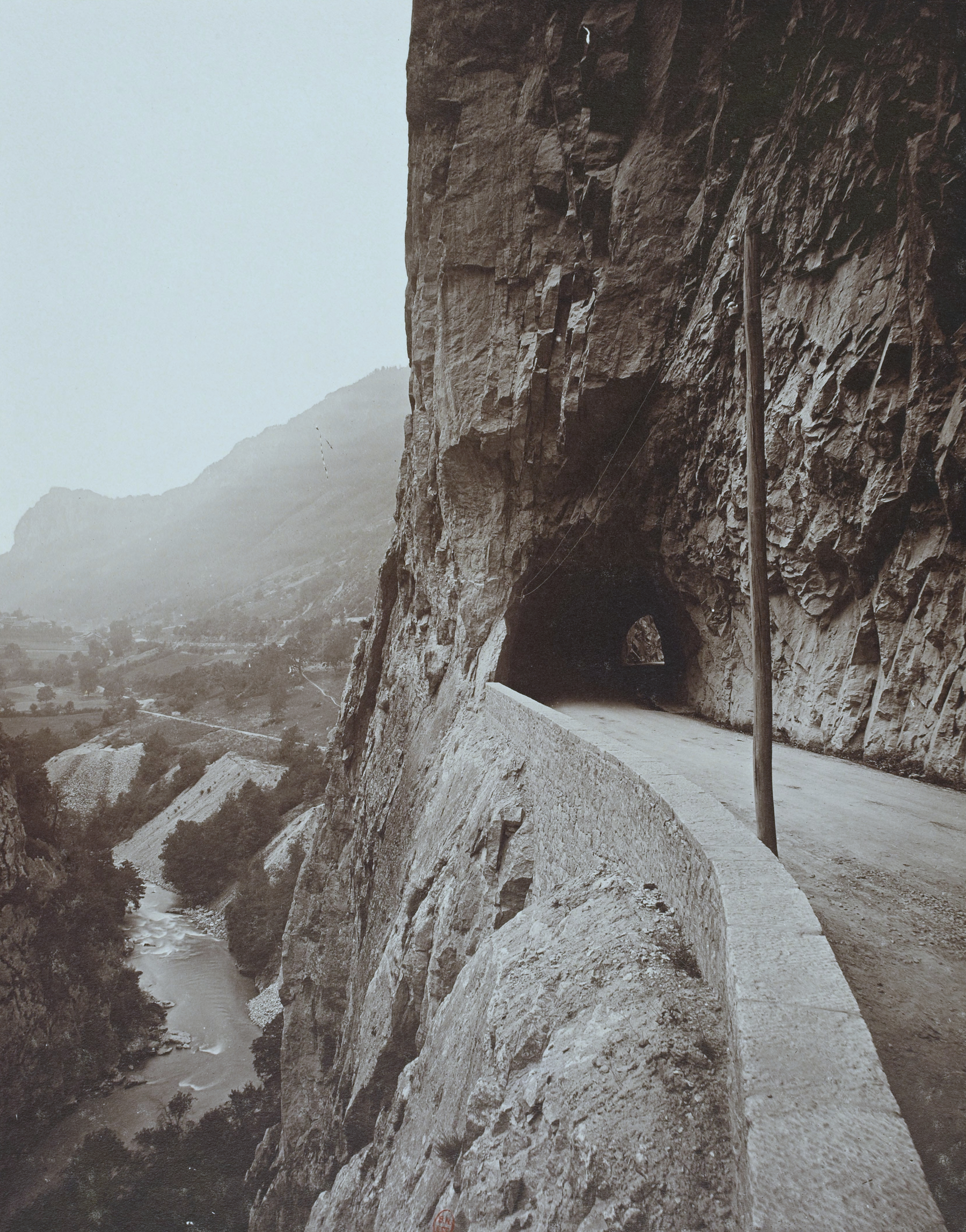
Tunnel du Siaix entre 1913 et 1920.

Les premiers habitants de Tarentaise n’avaient pas la technique pour édifier des murs de soutènement ou percer des tunnels, aussi pour franchir cet impressionnant verrou naturel sur la route de l'Italie, les Ceutrons durent aménager un passage le long de l'Isère au fond de l'étroit suivant un chemin utilisé antérieurement (IIIe millénaire av. J.-C.). L’Étroit du Siaix aurait peut-être vu le combat le plus meurtrier que l'armée d'Hannibal a subi durant son passage des Alpes en -218. Polybe en décrit les péripéties mais sans donner de précision géographique, la concordance avec la topographie des lieux est hypothétique.
Les Romains pour faciliter le passage des Alpes par les Légions de César, ont réaménagé l'ancien chemin préhistorique. C'est la voie romaine de l'Alpis Graia construite entre 45 av. J.-C. et le Ier siècle de notre ère. Au niveau de l'étroit du Siaix la voie suit le tracé du vieux chemin Ceutron en longeant le cours de l’Isère. Cette voie romaine ne fait que 3 mètres de large (un mur de 3,6 mètres de haut et 16 mètres de long subsiste). Ce passage est utilisé jusqu'en 1766.
Au cours de la période médiévale, le pas du Siaix marque la limite entre Moûtiers et les possessions archiépiscopales et la Haute-Maurienne, possession des vicomtes de Tarentaise, avec la construction du château Saint-Jacques, mentionné au XIIe siècle, mais probablement plus ancien,.
Les crues de l'Isère et les éboulements réguliers de la falaise rendent périlleuse la traversée de ce défilé. Pour protéger les voyageurs qui empruntent l'antique voie, Charles-Emmanuel III ordonne l'aménagement d'un nouveau passage. Son tracé abandonne le fond de la vallée pour un passage plus osé mais mieux protégé des chutes de pierres. Construite à flanc de montagne, cette route Sarde (ou route Napoléon) demande un grand savoir-faire au vu des longueurs et des hauteurs des murs de soutènement à réaliser. Malgré l'importance des travaux, la route est toujours menacée et est régulièrement coupée par des blocs de pierre.
Pour pallier ce problème, un projet de nouvelle route est étudié dès 1866. Des tunnels sont percés entre 1872 et 1874 pour parer aux chutes et éboulis de roches. Cette route est utilisée jusqu'en 1990 par des milliers de touristes fréquentant les stations de sports d'hiver de Haute-Tarentaise : Tignes, Val-d'Isère, La Plagne, etc. Le percement du tunnel du Siaix en 1990 apporte une solution définitive au problème d’instabilité de la falaise et permet d'accroître le trafic sur cet axe très fréquenté en période hivernale.